# 上烏拉爾斯克區

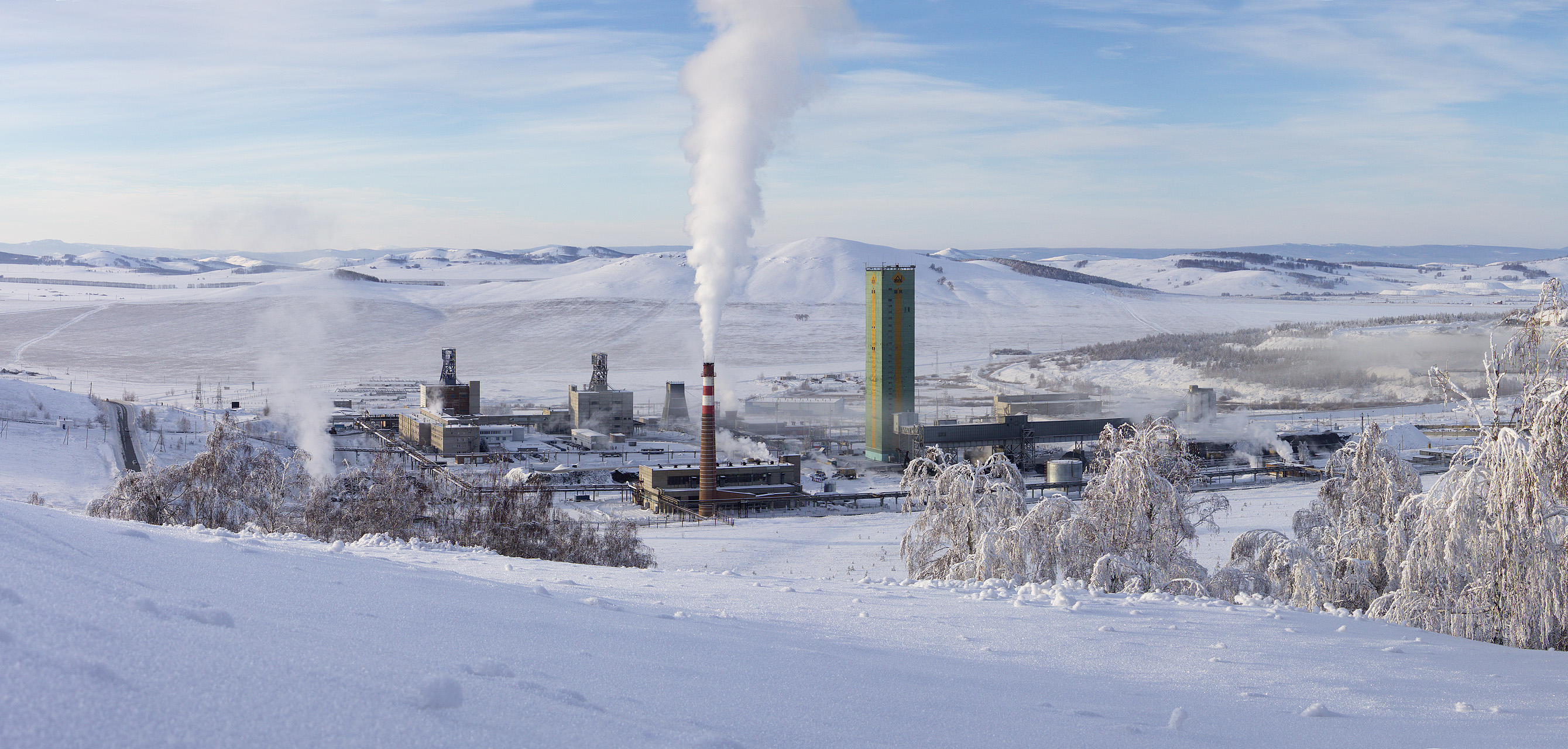

53°53′N 59°13′E / 53.883°N 59.217°E
上烏拉爾斯克區（俄语：Верхнеуральский район），是俄羅斯的一個區，位於該國西南部，由車里雅賓斯克州負責管轄，面積3,510平方公里，2010年人口36,198，人口密度每平方公里10.31人。